# یواس‌اس ریل (ای‌ام‌سی‌یو-۳۷)
یواس‌اس ریل (ای‌ام‌سی‌یو-۳۷) (به انگلیسی: USS Rail (AMCU-37)) یک کشتی بود که طول آن ۱۵۹ فوت (۴۸ متر) بود. این کشتی در سال ۱۹۴۴ ساخته شد.